# Gaetano-Donizetti-Denkmal

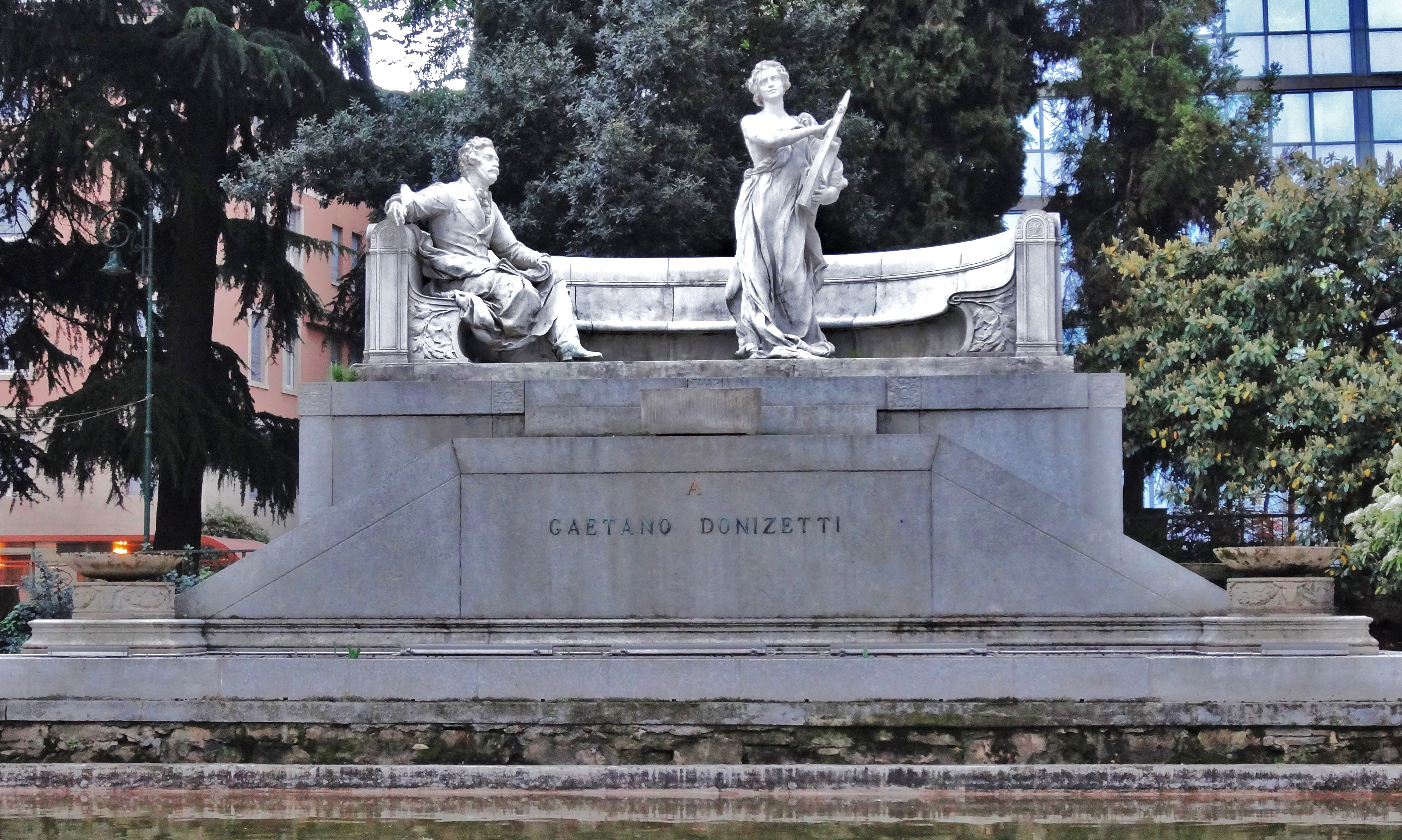
Gaetano-Donizetti-Denkmal in Bergamo

Das Gaetano-Donizetti-Denkmal ist eine Marmorskulptur, die den italienischen Opernkomponisten Gaetano Donizetti (1797–1848) darstellt. Es steht neben dem Teatro Donizetti in Bergamo in Italien.

## Geschichte
Die Skulptur wurde vom italienischen Bildhauer Francesco Jerace geschaffen und am 26. September 1897 eingeweiht, dem hundertsten Geburtstag des Komponisten.
Jerace arbeitete ursprünglich an einem Monument für seine sizilianische Heimatstadt Catania. Der Gemeinderat hatte ihn beauftragt, ein Denkmal für den ebenfalls aus Catania stammenden Komponisten Vincenzo Bellini zu erstellen.  Als die Kosten des Projekts in die Höhe schnellten, machte die Stadtverwaltung einen Rückzieher. 1895 veröffentlichte die Stadt Bergamo eine Ausschreibung für ein Monument, das sie Gaetano Donizetti widmen wollte. Jerace tauschte den Kopf des Bellini mit dem des Donzetti aus und gewann mit seinem Projekt.

## Beschreibung und Symbolik
Das Denkmal aus weißem Marmor steht auf einem hohen, steinernen, rechteckigen Sockel. Gaetano Donizetti ist am Ende einer geschwungenen Bank sitzend dargestellt. Er lauscht den Klängen, die Melpomene, eine in der Mitte der Bank stehenden Muse auf ihrer Kithara spielt und nimmt die Musik als Inspiration wahr. In der rechten Hand hält er eine Feder, auf seinen Knien liegen Papierblätter, so dass er Notenskizzen zu den vorgetragenen Melodien niederschreiben kann.